# Spätpaläolithischer Fundplatz Bad Breisig
Der Spätpaläolithische Fundplatz in Bad Breisig ist die Bezeichnung für eine Konzentration paläolithischer Funde in einer Kieswand bei Bad Breisig.

## Forschungsgeschichte
In der Goldenen Meile nördlich von Bad Breisig entdeckte der Geologe und Biologe Georg Waldmann 1999 eine archäologische Fundkonzentration in einer Kiesgrubenwand. Aufgrund typischer Artefakte werden die Funde den spätpaläolithischen Federmesser-Gruppen zugeschrieben. Die noch etwa zur Hälfte erhaltene Fundkonzentration mit zentraler Feuerstelle wurde im Herbst 2000 und Frühjahr 2001 vom Forschungsbereich Altsteinzeit des Römisch-Germanisches Zentralmuseums Mainz im Auftrag der Archäologischen Denkmalpflege (heute: Generaldirektion Kulturelles Erbe Rheinland-Pfalz), Amt Koblenz, ausgegraben. Neben dem archäologischen Befund lieferte die Fundstelle tausende Steinartefakte, einige überwiegend verbrannte Tierknochen und wenige Holzkohlen. Die Auswertung der Fundstelle erfolgte in einer am Institut für Ur- und Frühgeschichte der Universität Köln erstellten Magisterarbeit unter der Anleitung von Gerhard Bosinski in enger Zusammenarbeit mit dem Forschungsbereich Altsteinzeit des Römisch-Germanisches Zentralmuseums auf Schloss Monrepos (heute: Monrepos), wo die Funde bis heute archiviert sind.

## Lage, Profil und Zeitstellung
Die archäologische Fundstelle liegt auf der Schönbrunner Niederterrasse des Rheins (NT2) unmittelbar westlich einer etwa 10 m tiefen Geländestufe zur heutigen Rheinaue. Die Funde waren in einem Hochflutlehm eingebettet, der oberhalb der spät-allerødzeitlichen Ablagerungen des Laacher-See-Vulkans gebildet wurde. Diese Vulkanablagerungen lieferten zusätzliche Einsichten in den Verlauf des spätpleistozänen Ausbruchs des Laacher-See-Vulkans (etwa 11.000 v. Chr.). Aufgrund der zahlreichen Bimskörner des Laacher-See-Vulkans wird die Bildung der Ebinger Niederterrasse (NT3), die im Bereich der Fundstelle nicht mehr erhalten ist, unmittelbar nach dem Ausbruchsgeschehen angesetzt. Somit kann die Bildung der Hochflutlehme in den Übergangsbereich des Allerøds zur Jüngeren Dryas gestellt werden. Die zeitliche Stellung der menschlichen Besiedlung wird aufgrund der stratigraphischen Lage der Fundstücke, sowie der noch warmzeitlichen Tierwelt und der leichten Dominanz von Nadelbäumen unter den artbestimmten Holzkohlen in den letzten Abschnitt der Allerød-Warmphase (Grönländisches Interstadial 1a) gestellt. Von drei 14C-Datierungen fällt nur eine in den Übergangsbereich des Allerøds zur Jüngeren Dryas, die anderen beiden Proben lieferten deutlich jüngere Ergebnisse, sind aber als problematisch zu erachten.

## Archäologische Ergebnisse
Aus der Zeit nach dem Vulkanausbruch sind bisher außer der Fundstelle bei Bad Breisig keine weiteren spätpaläolithischen Funde aus dem Mittelrhein-Gebiet bekannt, sehr wohl aber aus der Zeit unmittelbar vor dem Vulkanausbruch. Zu den Hinterlassenschaften dieser bekannten Fundkomplexe der Federmesser-Gruppen lassen die Funde von Bad Breisig keine wesentlichen Veränderungen erkennen. Die Anlage (enge Fundkonzentration um eine Feuerstelle) und Nutzung der Fundstelle (Werkplatz, Nahrungszubereitung) wie auch die Verwendung der Rohstoffe (Kiefernholz als Brennmaterial, hauptsächlich Rothirsch, vereinzelt Reh als Nahrungsquelle, vor allem Tertiärquarzit, seltener Feuerstein zur Herstellung von Steingeräten) und die Herkunft der Steinmaterialien (lokal bis regional, seltener aus mind. 100 km Entfernung, dann üblicherweise aus Nordwest) in Bad Breisig gleichen denselben Verhaltensweisen aus der Zeit vor dem Vulkanausbruch. Ein Hinweis auf die zeitlich spätere Entwicklungsstufe der Funde sind einzelne seitlich und endretuschierte Steinspitzen und -messerchen, die in Frankreich ebenfalls während des späten Allerøds auftreten und in der Jüngeren Dryas zu einem Leittyp (die sogenannten Malaurie-Spitzen) werden. Die spätpaläolithische Fundstelle von Bad Breisig belegt somit für das Mittelrhein-Gebiet die zügige Rückkehr und Wiederaufnahme gewohnter Verhaltensmuster späteiszeitlicher Jäger und Sammler nach der verheerende Naturkatastrophe des Laacher-See-Vulkanausbruchs.